# Gynofor
Gynofor (łac. gynophorum, ang. gynophore) – trzonkowate wydłużenie osi kwiatowej (dna kwiatowego) między pręcikowiem a słupkowiem, na którym osadzona jest zalążnia, wynoszące słupek ponad pozostałe części kwiatu. Rzadziej spotykane jest wyniesienie słupka i pręcikowia zwane androgynoforem.
Gynofor występuje na przykład u przedstawicieli rodziny Cleomaceae (tu też występuje androgynofor), Blandfordiaceae, nanerczowatych Anacardiaceae, rutowatych Rutaceae, wawrzynkowatych Thymelaeaceae.
Różnica między gynoforem (zielony) a zalążnią wyrastającą na szypułce będącej częścią słupka (czerwony):